# Theca (Einzeller)
Eine Theca (auch Theka) bezeichnet bei Einzellern (Protisten und einzelligen Algen) eine Form einer festen Hülle, die aber, anders als eine Zellwand, die Zelle meist nicht vollständig umhüllt. Diese kann intrazellulär, d. h. unterhalb der Zellmembran sitzen oder extrazellulär nach außen abgeschieden sein und die Zelle einschließen. Die verschiedenen, als Theca bezeichneten Hüllen bei verschiedenen Taxa sind im Feinbau völlig verschieden und auch nicht homolog zueinander, der Ausdruck gibt nur eine vage morphologische Ähnlichkeit an. Viele Forscher fassen alle Formen von extrazellulären Hüllen, darunter auch die Theca der Prasinophyten, zu einem „Typ III“ zusammen. Auch die schalenartige Hülle (Testa) der Testaten Amöben (Schalenamöben, früher auch Thecamoeben) wurde gelegentlich Theca genannt.

## Theca der Choanomonada
Bei den Kragengeißeltierchen (Choanomonada oder auch Choanoflagellata) ist eine Theca kennzeichnend für einige Taxa aus der Ordnung Craspedida. Die andere Ordnung, Acanthoecida, ist durch eine völlig anders gebaute Hüllstruktur aus Silikat, die Lorica genannt wird, ausgezeichnet. Die Theca ist eine extrazelluläre, dünne, becherartige Hülle aus organischem Material, mit becher-, flaschen- oder trichterartiger Form, die in der Regel mit einem langen Stiel am Bodensubstrat verankert ist. Die obere Öffnung mit der Geißel kann lang kragenförmig eingefasst sein, es ergeben sich manchmal komplexe, mehrteilige Formen. Daneben existieren frei schwimmende Formen ohne Stiel und mit kurzem Kragen. Eine Studie zur Phylogenie der Craspedida hat allerdings erwiesen, dass die Gestalt der Theca nicht zur Feststellung der Verwandtschaftsverhältnisse verwendbar ist. Bei Arten mit einer nicht festen, sondern flexiblen, organischen extrazellulären Matrix, die nur eine dünne Umhüllung bildet, wird stattdessen von „Glycocalyx“ gesprochen. Die Theca erlaubt, als starre, eng ansitzende Hülle in dieser Form keine Zellteilung. Um diese zu ermöglichen, muss die Zelle sich von ihr ablösen und sich „amöboid“ teilweise herausbewegen; nach der Teilung kehrt eine Tochterzelle in die Theca zurück, die andere schwimmt davon. Die Theca ist aus Fasern (Mikrofibrillen) aufgebaut, die zumindest teilweise aus Kohlenhydraten bestehen.

## Theca der Prasinophyten
Die Prasinophytae bilden eine (nicht monophyletische) Gruppe innerhalb der Grünalgen, in der einzellige, planktonische Algenarten (des Phytoplankton) zusammengefasst werden. Bei den mit vier Geißeln versehenen Gattungen Tetraselmis und Scherffelia (Ordnung Chlorodendrales) ist eine zellwandartige extrazelluläre Hülle vorhanden, die ebenfalls Theca genannt wird. Diese ist aus einzelnen, schuppenartigen Elementen zusammengesetzt, die jeweils einzeln abgeschieden werden; bei den anderen Prasinophyten sind solche Schuppen ebenfalls vorhanden, fusionieren aber nicht zu einer Hülle. Die Theca besteht aus mehreren, fusionierten Schichten solcher Schuppen, oft besitzt sie außerdem aufsitzende Haare. Die Theca besteht überwiegend aus Kohlenhydraten mit äußerst geringem Proteinanteil und ist nicht mineralisiert. Die Polysaccharide sind aus ungewöhnlichen Ketosen aufgebaut.

## Theca der Dinoflagellaten
Bei den Panzergeißlern oder Dinoflagellaten wird am häufigsten von einer Theca gesprochen. Die Theca der Dinoflagellaten ist, anders als die bisher angesprochenen Formen, intrazellulär. Unter der Zellmembran ist bei ihnen ein System von flachen, plattenförmigen Vesikeln (oder Alveolen) ausgebildet, die in ihrem Inneren stabile, größtenteils aus Zellulose bestehende Thecalplatten bilden. Die äußere Lage des Zellplasmas der Dinoflagellaten wird traditionell Amphiesma genannt, die Alveolen mit den Thecalplatten sind ein charakteristischer Teil davon. Einige Autoren haben allerdings den Ausdruck Amphiesma auch synonym zu Theca gebraucht.
Bei der Zellteilung werden bei den meisten Gruppen die Thecalplatten auf die Tochterzellen aufgeteilt. Einige Gattungen werfen alternativ dazu ihre Hülle aber unter widrigen Umweltbedingungen komplett ab (wie die Häutung bei den Arthropoden Ecdysis genannt) und bilden stattdessen eine dauerhafte Zyste mit einer überwiegend aus Proteinen bestehenden Hülle, die Pellicula genannt wird (der Ausdruck ist allerdings mehrdeutig und wird, ähnlich wie Theca, bei verschiedenen Organismen in verschiedenem Sinne verwendet). Neue Thecalplatten werden dann später, unter günstigeren Umweltbedingungen, wieder gebildet, nachdem die Pellicula abgestreift wurde. Die Form und das Muster der Anordnung der einzelnen Platten (die durch die Anordnung der Vesikel vorgeprägt ist) sind wichtige Merkmale bei der Artbestimmung der Dinoflagellaten. Dabei besteht eine Tendenz, dass in den Gruppen mit besonders dicken Platten parallel ihre Zahl abnimmt. Dicke Platten besitzen oft rippenartig strukturierte Oberflächen oder dornenförmige Fortsätze. Einige Gattungen besitzen allerdings keine Theca (sie sind athecat). Die Zelle der Dinoflagellaten wird durch eine Cingulum genannte Querfurche in zwei Hälften geteilt. Der Teil der Theca, der vor dem Cingulum liegt, wird Epitheca genannt, der dahinter Hypotheca (beachte aber die genauso bezeichneten, aber völlig anders gebildeten Elemente bei den Kieselalgen, vgl. im nächsten Abschnitt).

## Thecae bei den Kieselalgen
Bei den Kieselalgen oder Diatomeen (Diatomea oder Bacillariophyta) ist die Zelle in eine komplexe, Frustel genannte Zellhülle eingeschlossen, die überwiegend aus amorphem Siliciumdioxid aufgebaut ist. Diese besteht im Regelfall aus zwei Hälften, zwei nicht miteinander verbundenen Teilen, die wie eine Schachtel mit ihrem Deckel ineinander stecken. Die etwas kleinere Halbschale wird Hypotheca genannt, die sie seitlich einschließende und überdeckende heißt Epitheca. Jede der beiden Thecae besitzt meist eine komplexe Gestalt mit Fortsätzen und komplizierten Mustern aus unterschiedlich großen Poren, die von gürtelartigen Zonen (Cingulum) mit einfacheren Poren gegliedert werden. Im Überlappungsbereich der Thecae sitzt ein äußeres Pleuralband. Bei der gewöhnlichen Zellteilung erbt jede der Tochterzellen eine Klappe, die aber bei beiden die Epitheca der neuen Hülle ausbildet. Dadurch entsteht bei jeder Teilung ein gleich großes und ein etwas kleineres Individuum, wodurch die Zellgröße im Lauf der Zeit durchschnittlich immer weiter abnimmt. Diese Entwicklung wird durch eingeschaltete Phasen mit sexueller Vermehrung aufgehalten, bei der die Gameten die Hülle komplett abwerfen, die später in alter Größe neu gebildet wird. Die Theca wird durch spezielle, Silaffine genannte Enzyme abgeschieden.